# Benz 35/40 PS
Der Benz 35/40 PS war eine Weiterentwicklung des  Benz Parsifal  35 PS.
Der Wagen war mit einem Vierzylinder-Reihenmotor mit 5880 cm³ Hubraum ausgestattet, der 35–40 PS (26–29 kW) bei 1350/min entwickelte. Die Motorkraft wurde über eine Lederkonuskupplung an ein Vierganggetriebe weitergeleitet und von dort je nach Wunsch des Kunden über Ketten oder eine Kardanwelle an die Hinterräder. Die Höchstgeschwindigkeit lag bei 90 km/h.
Das blattgefederte Fahrzeug war mit Holzspeichenrädern und Luftreifen ausgestattet und als Doppelphaeton für ℳ 23.000,--, als Limousine für ℳ 25.000,-- oder als Landaulet für den gleichen Preis erhältlich. Der Kardanantrieb kostete ℳ 1000,-- Aufpreis.

## Quelle
- Werner Oswald: Mercedes-Benz Personenwagen 1886–1986. 4. Auflage. Motorbuch Verlag Stuttgart (1987). ISBN 3-613-01133-6, S. 39